# Вейон, Фредерик
Фредери́к Вейо́н (фр. Frédéric Veillon; 3 марта 1804, Ницца — 6 марта 1872, Эгль) — швейцарский военный деятель.

## Происхождение и семья
Сын торговца и судьи Франсуа-Отто Вейона и Жанн-Луиз де Лоэс. Брат политика Шарля Вейона, шурин Франсуа Вейона. Был женат на Франсуаз Розали Дюбоше, дочери биржевого инвестора и окружного судьи Венсана Дюбоше.

## Биография
Был инвестором в Эгле. С 1832 года — капитан кантональной армии Во, с 1833 года — майор, с 1845 года — полковник. С 1847 года — федеральный полковник швейцарской армии, с того же года — член генерального штаба. Во время Зондербундской войны, в 1845 году был во главе колонны, пришедшей из Эгля в Лозанну. С 1856 года — командир 2-го дивизиона, с 1861 года в отставке.